# Heart of Dixie Railroad Museum
| Der Museumsbahnhof in Calera |                      |                                       |                                       |
| Streckenlänge: | 9,5 km               |                                       |                                       |
| Spurweite: | 1435 mm (Normalspur) |                                       |                                       |
| |                      |                                       |                                       |
| \| \| \| von Helena \| \| \| \| \| nach Montgomery \| \| \| \| 0,0 \| Beginn der Calera and Shelby Railroad \| Beginn der Calera and Shelby Railroad \| \| \| 0,3 \| Calera Museum \| 153 m ü. M. \| \| \| \| \| \| \| \| \| I 65 \| \| \| \| \| Timberline Ridge \| \| \| \| 3,6 \| Ausweichstelle \| Ausweichstelle \| \| \| \| Country Road 301 \| \| \| \| \| (24 m) \| \| \| \| \| Pond Drive \| \| \| \| \| Coutry Road 86 \| \| \| \| 7,9 \| Spring Junction \| 175 m ü. M. \| \| \| 9,5 \| \| \| \| \| \| Strecke der Alabama Mineral Railroad \| \| \| \| \| nach Shelby (Alabama) \| \| |                      |                                       |                                       |
| [ 1 ] |                      |                                       |                                       |
| Strecke |                      | von Helena                            | von Helena                            |
| Abzweig geradeaus und nach rechts |                      | nach Montgomery                       | nach Montgomery                       |
| Wechsel des Eisenbahninfrastrukturunternehmens | 0,0                  | Beginn der Calera and Shelby Railroad | Beginn der Calera and Shelby Railroad |
| Bahnhof | 0,3                  | Calera Museum                         | 153 m ü. M.                           |
| Brücke |                      |                                       |                                       |
| Strecke mit Straßenbrücke |                      | I 65                                  | I 65                                  |
| Strecke mit Straßenbrücke |                      | Timberline Ridge                      | Timberline Ridge                      |
| Dienststation / Betriebs- oder Güterbahnhof | 3,6                  | Ausweichstelle                        | Ausweichstelle                        |
| Bahnübergang |                      | Country Road 301                      | Country Road 301                      |
| Brücke über Wasserlauf |                      | (24 m)                                | (24 m)                                |
| Bahnübergang |                      | Pond Drive                            | Pond Drive                            |
| Bahnübergang |                      | Coutry Road 86                        | Coutry Road 86                        |
| Haltepunkt / Haltestelle | 7,9                  | Spring Junction                       | 175 m ü. M.                           |
| | 9,5                  |                                       |                                       |
| Strecke (außer Betrieb) |                      | Strecke der Alabama Mineral Railroad  | Strecke der Alabama Mineral Railroad  |
| Strecke (außer Betrieb) |                      | nach Shelby (Alabama)                 | nach Shelby (Alabama)                 |

Das Heart of Dixie Railroad Museum ist das staatliche Eisenbahnmuseum des US-Bundesstaates Alabama mit Sitz in Calera (Alabama). Das Museum wurde als  Heart of Dixie Railroad Club gegründet. Es betreibt Ausflugszüge mit historischen Fahrzeugen, unter dem Namen Calera and Shelby Railroad (CSMX), auf seiner museumseigenen Strecke. Die neun Kilometer lange Bahnstrecke war Bestandteil der Alabama-Mineral-Railroad-Division der Louisville and Nashville Railroad.

## Geschichte
Im November 1962 fand sich eine Gruppe von Eisenbahnfreunden und gründete in Birmingham (Alabama) eine Ortsgruppe der National Railroad Historical Society unter dem Namen Heart of Dixie Railroad Club. Hierzu wurden sie von einer Veranstaltung der Louisville and Nashville Railroad inspiriert, bei der die Dampflokomotive "The General" aus der Zeit des Bürgerkriegs ausgestellt wurde. Zu dieser Zeit hatte der Club 30 Mitglieder und veranstaltete monatliche Treffen. Zielsetzung des Clubs war es, historische Lokomotiven und Wagons für die Zukunft zu erhalten. Als erste Spende erhielt der Club den hölzernen Caboose der Seaboard Air Line Railway mit der Nummer 5368. Die erste Dampflokomotive war die Nr. 38 mit der Achsfolge 2-8-0, die von der Woodward Iron Company gestiftet wurde. Als Standort stellte die St. Louis-San Francisco Railway für 7,50 US-Dollar pro Monat ein ungenutztes Gleis hinter dem Güterschuppen in der Powell Avenue und der 18th Street South zur Verfügung. Die Mitglieder restaurierten dort mehrere Fahrzeuge und setzten sie für Dampffahrten auf der Southern Railway ein. So konnten sie erste Einnahmen erzielen. Zu Anfang war das Zentrum von Birmingham ein idealer Standort, bis immer wieder Fahrzeuge durch Vandalismus und Feuer beschädigt wurden.
In den frühen 1980er Jahren beschloss der Club, Calera zu seinem neuen Standort zu machen und firmierte nun als Heart of Dixie Railroad Museum. Das Museum erwarb einen 16 Kilometer langen Streckenabschnitt der ehemaligen Alabama Mineral Railroad (einem Teil der Louisville and Nashville Railroad) von Calera nach Shelby (Alabama). Zum Zeitpunkt des Kaufs gab es nur noch 1,5 Kilometer Bahnstrecke zwischen Calera und dem Highway 301. Seitdem wurden weitere acht Kilometer Gleise bis nach Springs Junction verlegt. Außerdem wurden zwei historische Bahngebäude erworben, zerlegt und in Calera wieder aufgebaut. Dies waren der ehemalige Bahnhof von Wilton und der Güterschuppen von Woodlawn (Alabama), in dem heute die Boone Library untergebracht ist. Nacheinander wurden weitere Rangiergleise, ein Werkstattgebäude und ein Besucherzentrum mit Souvenirladen hinzugefügt. Letztlich wurde eine komplette Parkeisenbahn (Spurweite 610 mm) mit Fahrzeugen und 800 Metern Gleis erworben. Die Fahrzeuge stammten ursprünglich von der Shelby and Southern Railroad und wurden zuvor im Zoo von Birmingham eingesetzt. Das Museum restaurierte die Fahrzeuge und nahm sie im März 2002 in Betrieb. Die kleine Bahn verkehrt seither durch einen Wald auf dem Museumsgelände.

## Heute
Der Betrieb des Museums und dessen Ausflugszüge, sowie die Restaurierungen und Erweiterung der Infrastruktur, werden von ehrenamtlichen Mitgliedern geleistet.

### Angebotene Museumszüge
(Quelle: Events des „Heart of Dixie Railroad Museums“)
- Calera & Shelby Train Ride – Zugfahrt mit Diesellokomotive
- Shelby & Southern Steam Railroad – Zugfahrt mit Dampflokomotive
- Sweetheart Special – Zugfahrt mit Weinprobe für Paare
- Mardi Gras Limited – Zug im Karneval mit Spirituosenverkostung
- Ozan Wine Trains – Zug mit Weinprobe
- Easter Eggspress – Oster-Zug für Kinder
- Mother's and Father´s Day Special – Züge zum Mutter- und Vatertag
- Stars & Stripes Special – Zug zum amerikanischen Unabhängigkeitstag
- Wild West Day – Zug mit Wild-West-Aufführung
- Summer Sunset Date-Night! – Zug zum Sonnenuntergang mit Cocktails
- Pumpkin Junction – Zug zur Kürbisernte
- Fall Foliage Special – Herbstzug
- North Pole Express – Zug in der Weihnachtszeit

## Fahrzeuge
| Lokomotiven                  |                               |               |              |              | |      |
| Hersteller                   | Achsfolge/Modell              | Baujahr       | Seriennummer | Betriebs Nr. | Bemerkung | Bild |
| Dampflokomotiven             |                               |               |              |              | |      |
| American Locomotive Company  | 0-4-0 mit Satteltank          | Juni 1910     |              | 3            | Ehem. American Rolling Mills Co. Nr. 3801, ehem. Birmingham Rail and Locomotive Co, ehem. Georgia Marble Co. Nr. 3, 1966 als Spende erhalten, wird restauriert. |      |
| Baldwin Locomotive Works     | 2-8-0 Consolidation           | 1924          | 58101        | 38           | Ehem. Battson-Hatten Lumber Co. Nr. 12, ehem. Birmingham Rail and Locomotive Co. Nr. 1825, ehem. Woodward Iron Co. Nr. 38.                                      |      |
| Davenport Locomotive Works   | 0-4-0 Dampfspeicherlokomotive | November 1953 | 3420         | 40           | Ehem. Alabama Power Company Nr. 40. |      |
| Lima Locomotive Works        | 0-6-0                         | 1944          | 8380         | 4046         | Ehem. United States Army Nr. 4046, ehem. Mississippi Valley Equipment Co, ehem. Alabama By-Products and Coke Co, 1969 als Spende erhalten, ist ausgestellt.     |      |
| Diesellokomotiven            |                               |               |              |              | |      |
| American Locomotive Company  | HH900                         | März 1937     | 68788        | 82           | Ehem. Birmingham Southern Railroad Nr. 82, ehem. American Cast Iron Pipe Co. Nr. 103, als Spende erhalten.                                                      |      |
| Baldwin Locomotive Works     | S-8                           | April 1953    | 75836        | 37           | Ursprünglich ohne Führerstand erbaut und 1954 damit ausgestattet, ehem. Mary-Lee Railroad Nr. 37, als Spende erhalten.                                          |      |
| Electro-Motive Diesel        | SW1                           | Januar 1942   | 14561        | 904          | Ehem. Memphis Union Station Nr. 10, ehem. Republic Steel Nr. 904, seit 1989 Museumseigentum und wurde in den Farben der Calera and Shelby Railroad lackiert.    |      |
| Electro-Motive Diesel        | SW8                           | 1951          | 15014/15017  | 2019/2022    | Ehem. United States Army Nr. 2019 und 2022, wurden 1995 erworben, sind in Betrieb.                                                                              |      |
| Euclid Company of Ohio       | 35 Ton                        | 1953          |              | 2430         | Ehem. Birmingham Slag Co. Nr. 2430, 1973 als Spende erhalten, ist ausgestellt (ist die einzige Lokomotive die Euclid produziert hat).                           |      |
| Fairbanks, Morse and Company | H12-44                        | Januar 1953   | 12L674       | 1850         | Ehem. United States Army Nr. 1850, außer Betrieb. |      |
| Plymouth Locomotive Works    |                               |               |              | 520-020      | Ehem. Alabama Dry Dock and Shipbuilding Co. Nr. 520-020, ist ausgestellt.                                                                                       |      |
| Geo D. Whitcomb Company      | 25 Ton                        | Dezember 1951 | 61184        | 2            | Ehem. United States Air Force Nr. 1140, ehem. Monsanto Chemical Co, 1993 als Spende erhalten, in Betrieb.                                                       |      |
| Quellen:                     |                               |               |              |              | |      |